# Kreuzfahrtschiff

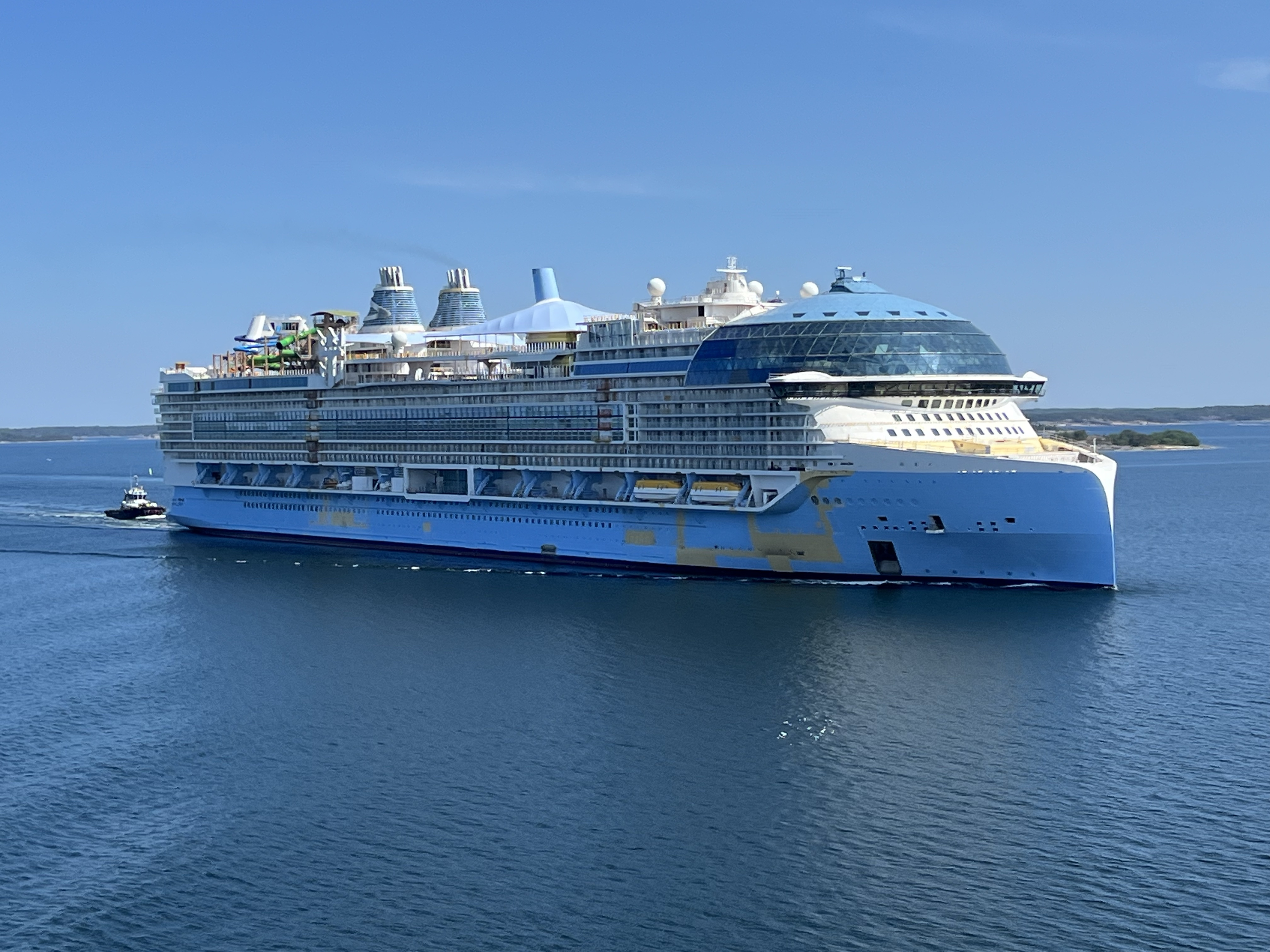
Icon of the Seas, das momentan größte Kreuzfahrtschiff der Welt

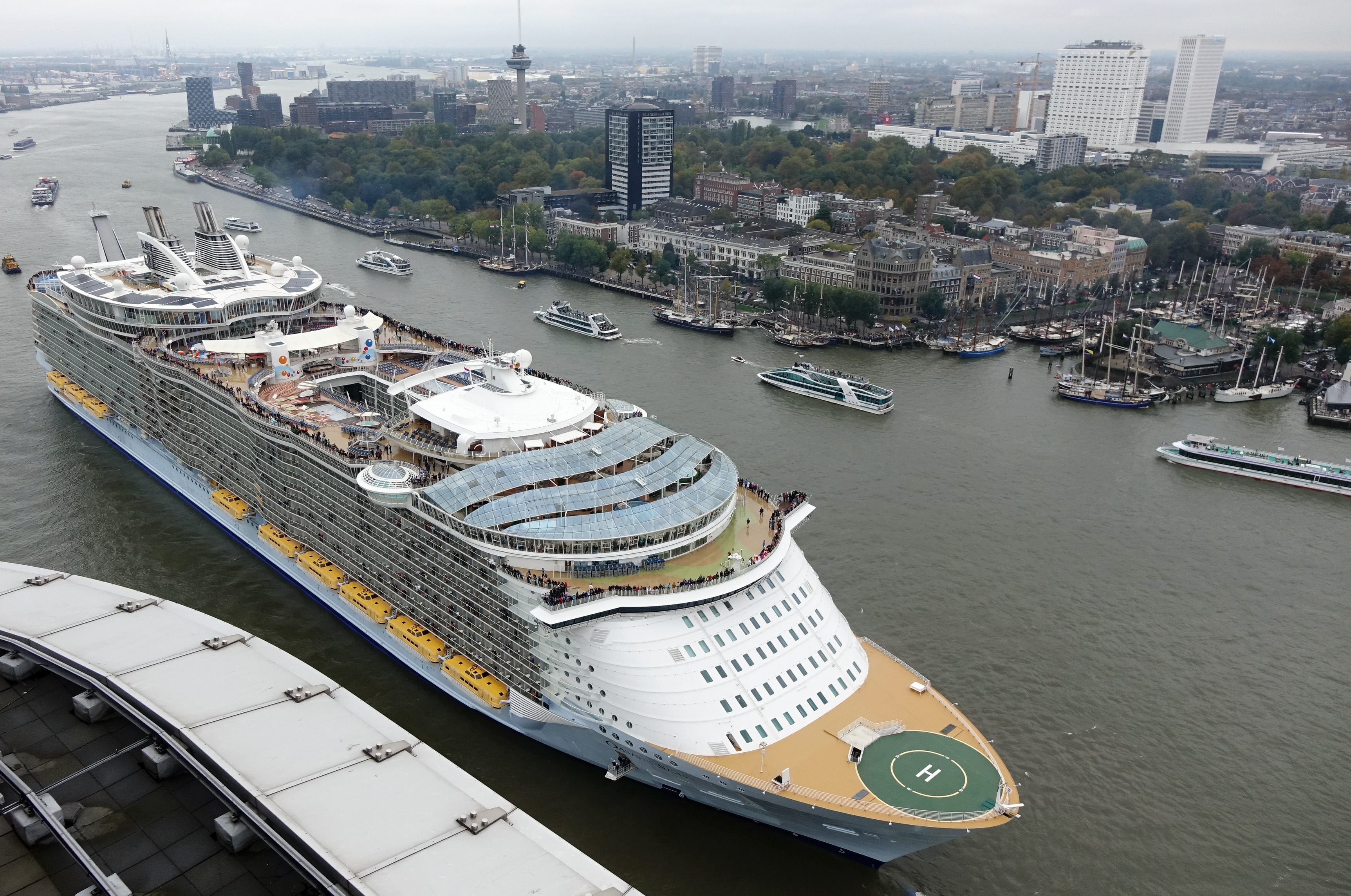
Abfahrt der Oasis of the Seas von Rotterdam (Oktober 2014)

Ein Kreuzfahrtschiff ist ein Passagierschiff, dessen Hauptzweck nicht die Beförderungsleistung von einem Hafen zu einem anderen, sondern die Kreuzfahrt an sich ist. In der Regel werden mehrere touristisch interessante Ziele einer Region oder eines Seegebiets in einem bestimmten Zeitraum planmäßig angelaufen.

## Einteilung

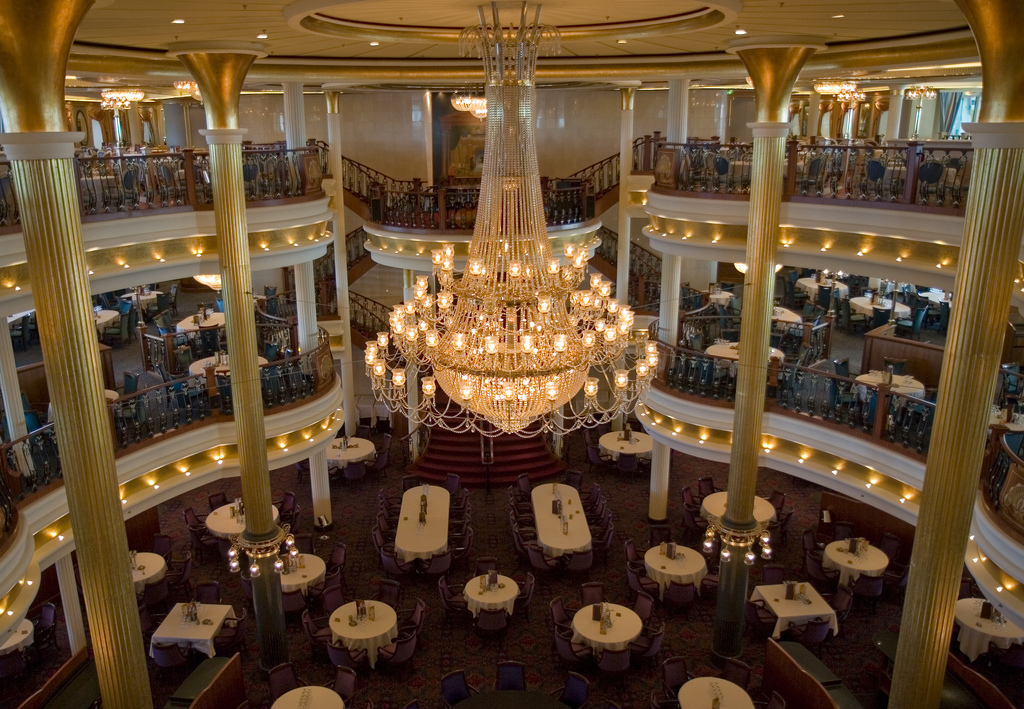
Speisesaal der Adventure of the Seas

In erster Linie lassen sich Kreuzfahrtschiffe aufgrund ihres Einsatzgebietes in Hochsee- und Fluss-Kreuzfahrtschiffe einteilen. Weltweit standen Kreuzfahrtinteressenten im Hochseebereich im Jahr 2008 insgesamt 310 Schiffe mit einer Kapazität von 370.000 Betten zur Verfügung.
Es gibt unterschiedliche Möglichkeiten, Kreuzfahrtschiffe zu kategorisieren: Insbesondere Hochseekreuzfahrtschiffe können auf eine bestimmte Kreuzfahrtart spezialisiert sein, etwa Luxuskreuzfahrten, klassische Komfortkreuzfahrten oder zeitgemäße Kreuzfahrten. Aufteilungen nach Größe, Geschäftsmodellen oder Lebensstilen sind üblich. Je nach Interessen, Charakter, Alter und finanzieller Situation der Reisenden stehen Luxus, Abenteuer, Bildung und Kultur, Unterhaltung, Fitness, Wellness, Erholung oder spezielle Themen im Vordergrund. Die Größe, Ausstattung und Besatzung ist der jeweiligen Zielgruppe angepasst.
Kreuzfahrtschiffe lassen sich auch durch die Vergabe von Sternen klassifizieren. Dabei kann jede Reederei im Prinzip ihren Schiffen eigenständig Sterne vergeben, was jedoch kaum genutzt wird, vielmehr übernehmen die meisten Reedereien das Urteil des anerkannten britischen Schiffsbewerters Douglas Ward, der jährlich seine Bewertungen aus praktischen Tests in einem Buch veröffentlicht: Berlitz Complete Guide to Cruising & Cruise Ships.
Eine Besonderheit stellen Expeditions-Kreuzfahrtschiffe dar: Diese in der Regel besonders ausgestatteten Schiffe verfügen z. B. über eine höhere Eisklasse, wenn sie etwa in polaren oder subpolaren Gebieten eingesetzt werden. Ein modernes Expeditions-Schiff ist z. B. die Fram. Die Bremen wird von einem deutschen Reeder betrieben. Bei der Polar Star handelt es sich um einen umgebauten Eisbrecher, der für die norwegische Reederei Hurtigruten AS in den Polargebieten im Einsatz ist.

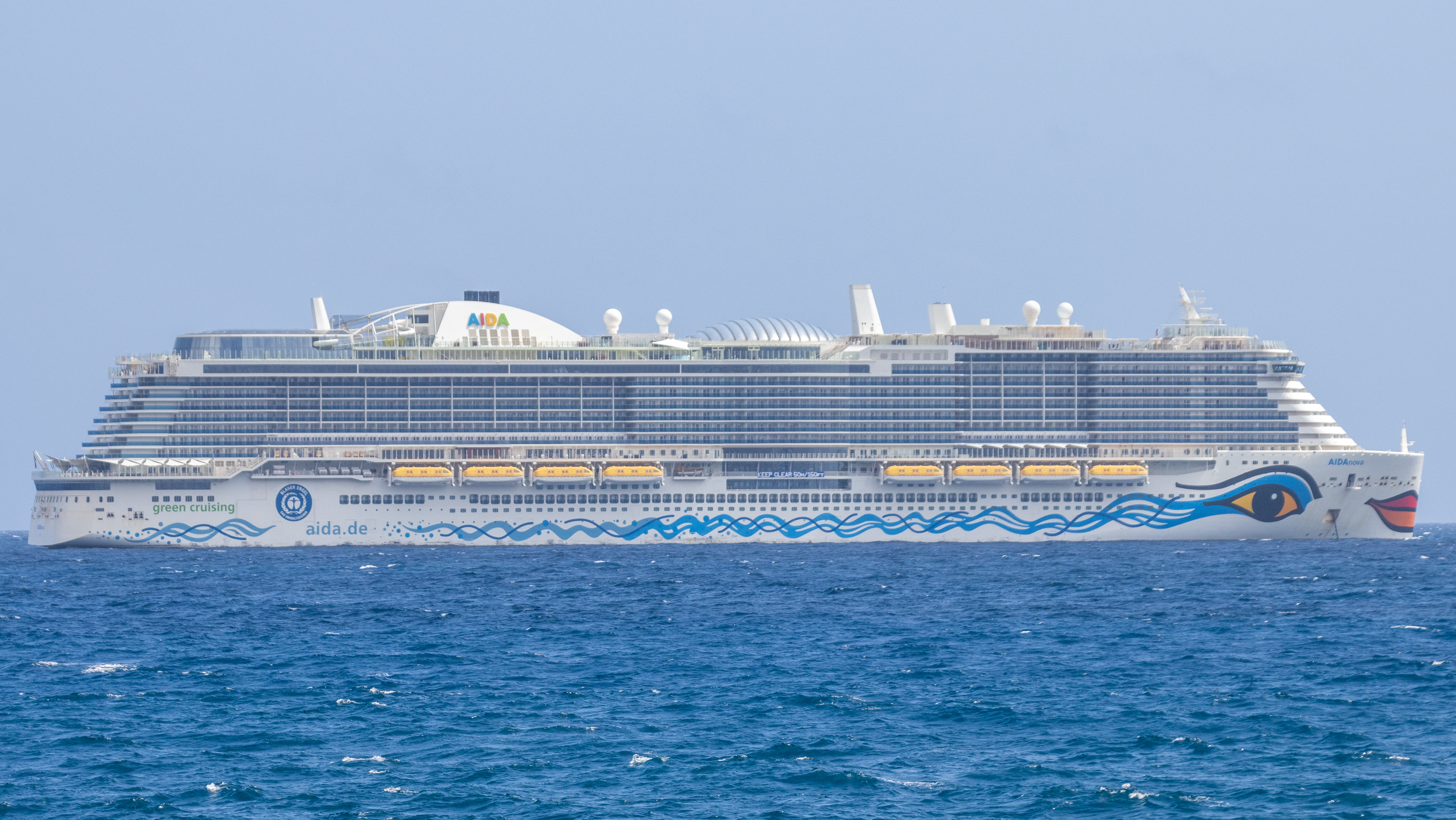
AIDAnova, größtes Schiff von AIDA Cruises, 2021
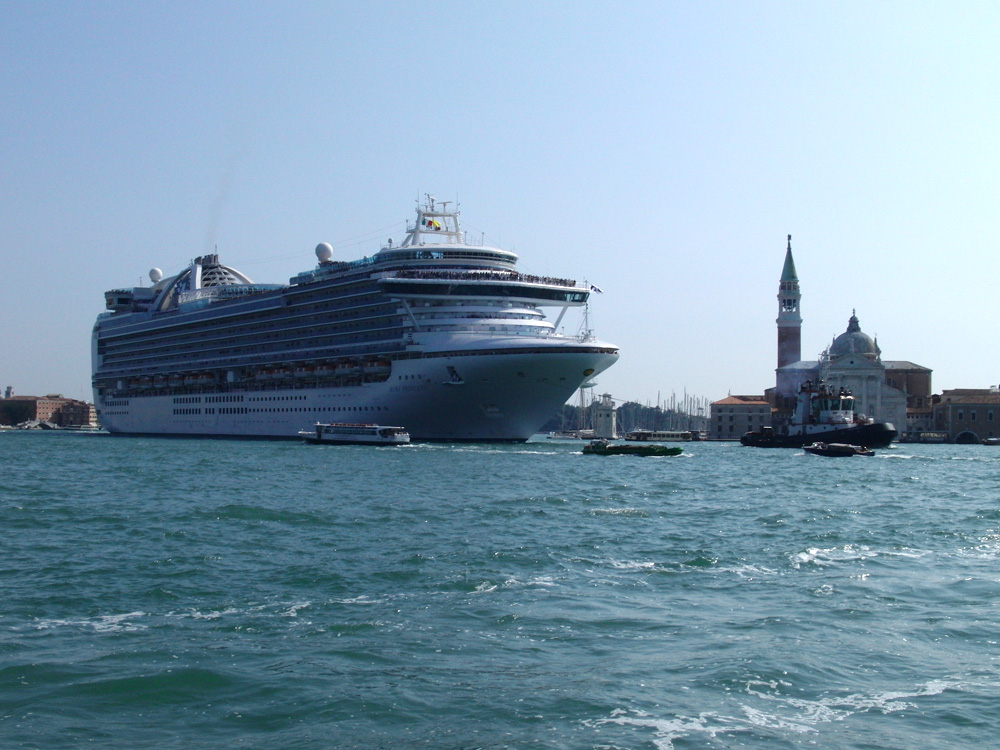
Hochsee-Kreuzfahrtschiff Ruby Princess im Canale Della Giudecca, Venedig, 2011
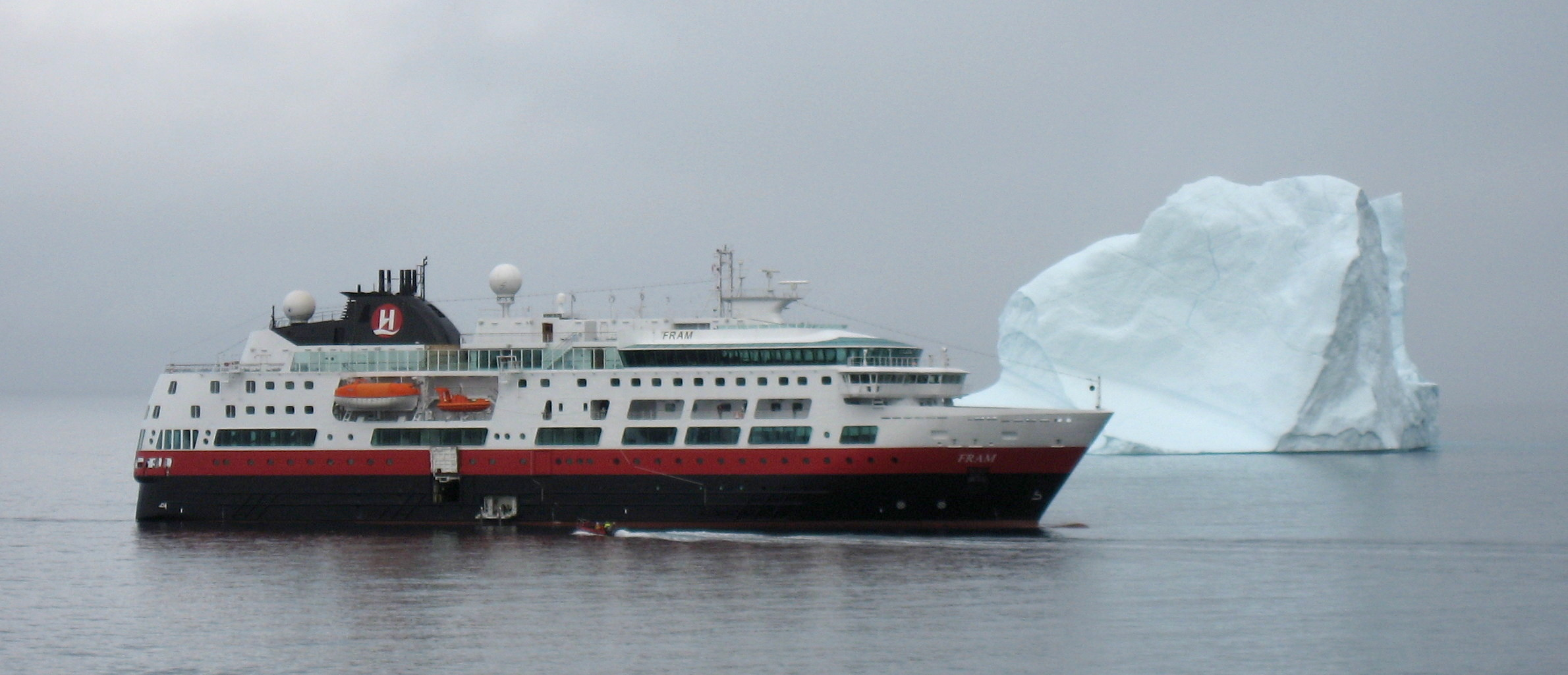
Expeditions-Kreuzfahrtschiff Fram vor einem Eisberg (Hurtigruten ASA, 2017)
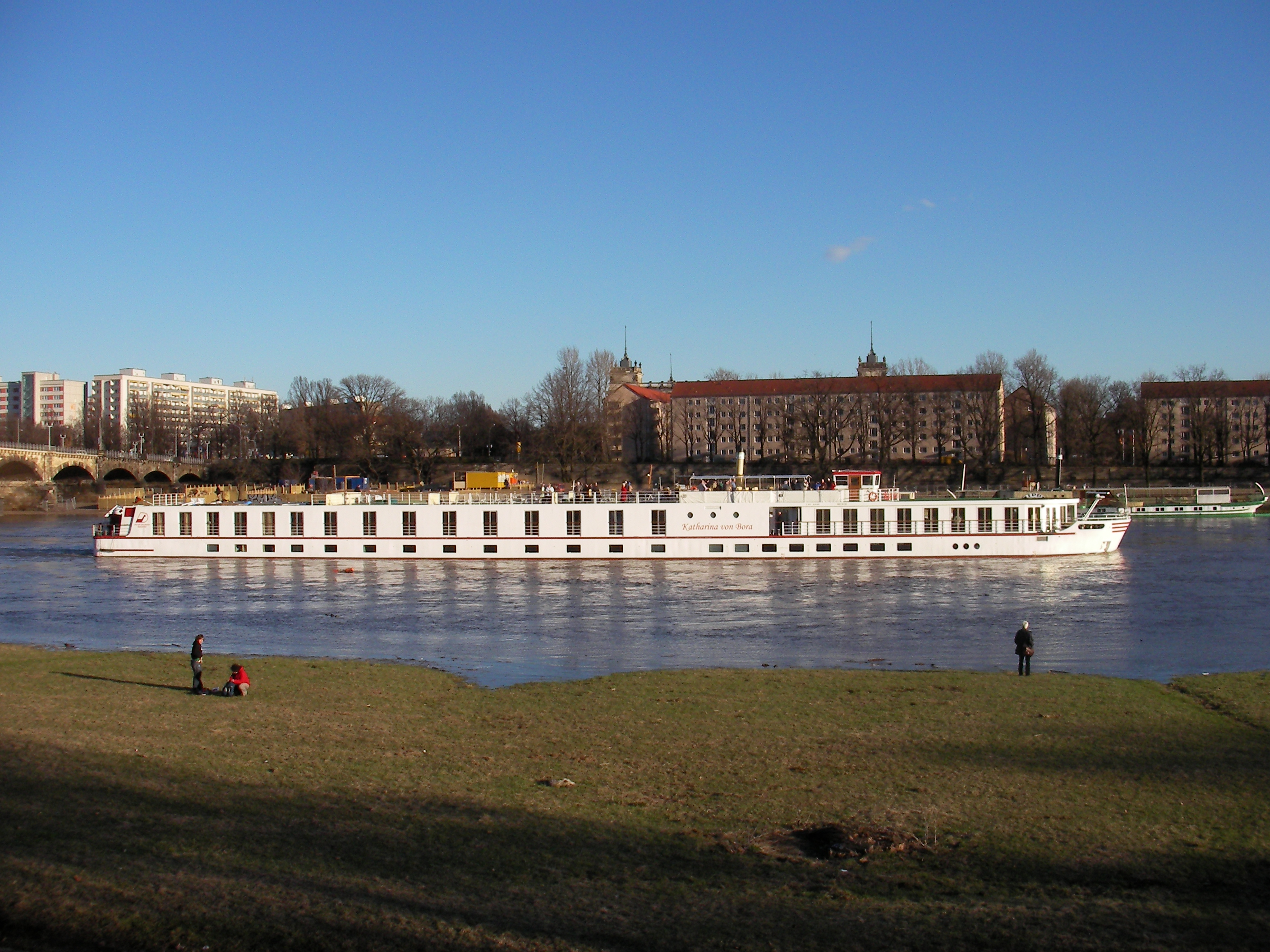
Flusskreuzfahrtschiff Katharina von Bora auf der Elbe in Dresden, 2006

## Voraussetzungen
Bevor ein Kreuzfahrtschiff Passagiere befördern darf, muss es von einer der weltweiten Klassifikationsgesellschaften abgenommen werden. Das erhaltene Zertifikat nach SOLAS bescheinigt dem Schiff dann seine Seetüchtigkeit sowie die Sicherheit der Passagiere.

## Geschichte

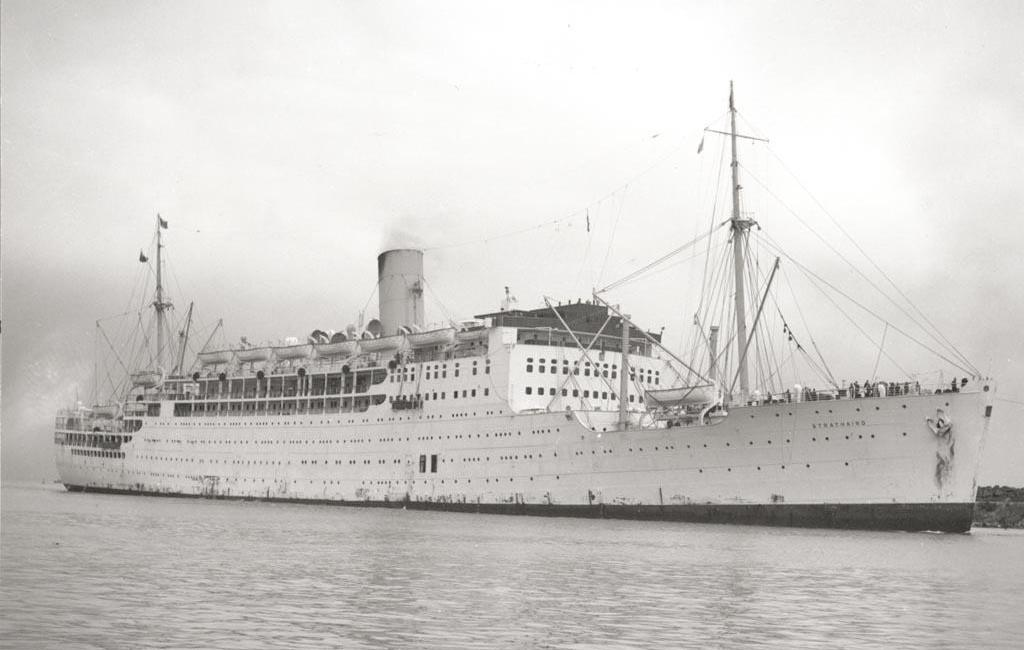
Die Strathaird, ein Kreuzfahrtschiff im frühen 20. Jahrhundert

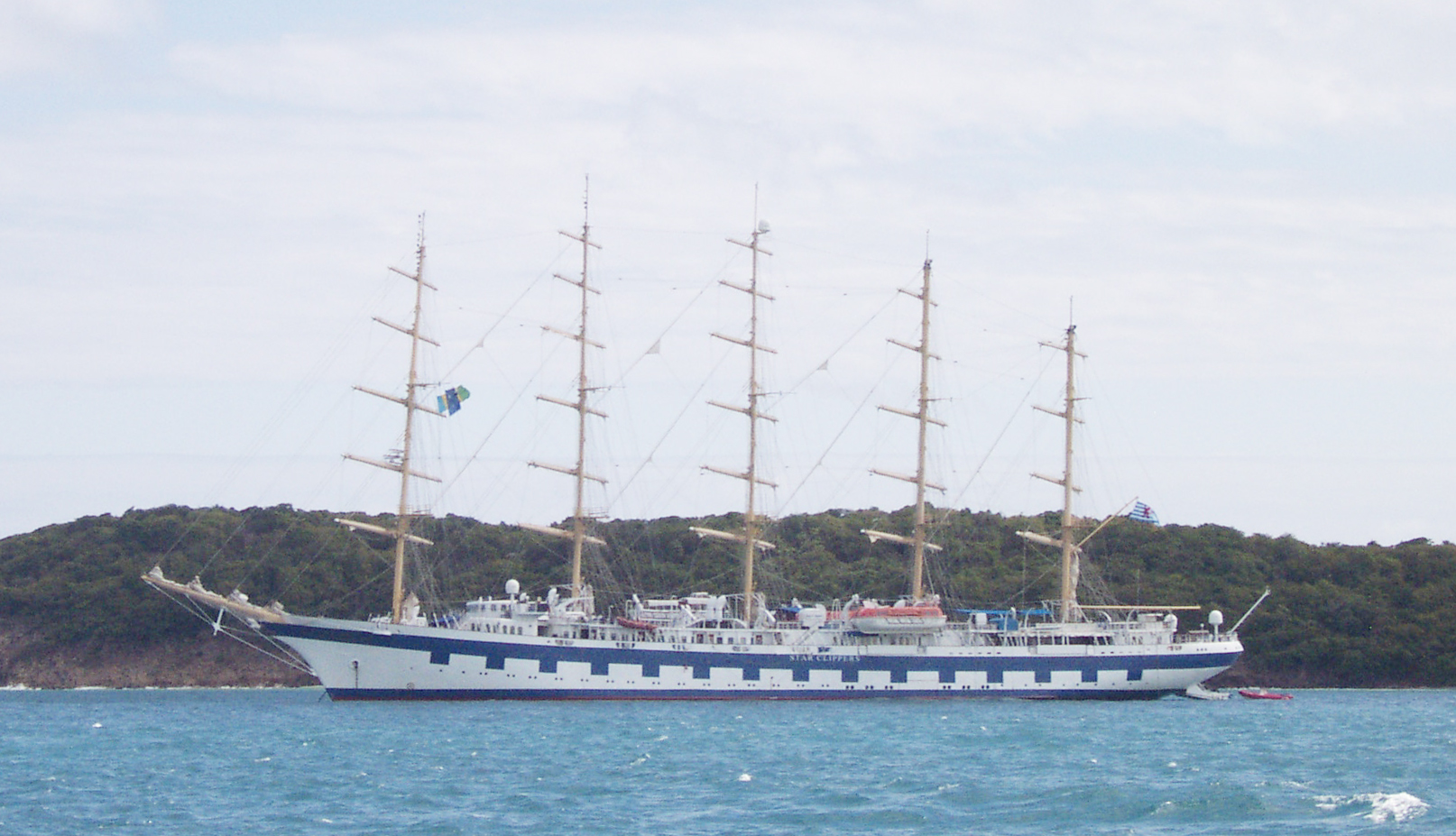
Die Royal Clipper vor den Antillen

Die Erfindung der Kreuzfahrt wird der Peninsular and Oriental Steam Navigation Company (P&O) zugeschrieben. Dieses Unternehmen begann als Schifffahrtslinie zwischen England und der Iberischen Halbinsel (englisch Iberian Peninsula). 1840 nahm es den Postdienst nach Alexandria auf. Ab 1844 bot es Luxuskreuzfahrten nach Gibraltar, Malta und Athen an. P&O Cruises gilt als ältestes Kreuzfahrtunternehmen Europas.
Als Pionier der Nutzung der freien Winterkapazitäten der Schifffahrtslinien für Kreuzfahrten gilt der deutsche Reeder Albert Ballin, Generaldirektor der Hamburger Hapag. Da im Winter die Transatlantik-Passagen wegen des schlechten Wetters und der unruhigen See deutlich weniger gebucht wurden, sandte Ballin die Augusta Victoria 1891 testweise zu einer „Bildungs- und Vergnügungsfahrt“ ins Mittelmeer. Diese Fahrt war durch und durch erfolgreich – das Schiff war komplett ausgebucht, die Kreuzfahrt geboren. Diese Form der Seereise wurde sehr schnell beliebt, viele Reedereien boten in ihrem Programm zusätzlich Kreuzfahrten an.
In der zweiten Hälfte des 20. Jahrhunderts wechselte die Nachfrage vollständig von der Passage (Überfahrt) zur Kreuzfahrt: Durch die Entwicklung des Verkehrsflugzeugs nahm der Anteil des Flugverkehrs auf Langstrecken zu; Reedereien verloren entsprechend im Passagegeschäft und konzentrierten sich zunehmend auf Kreuzfahrten und entdeckten weitere Einnahmequellen wie die Landaufenthalte mit organisierten Ausflügen. Bis Ende der 1990er/Anfang der 2000er Jahre waren noch sehr viele Kreuzfahrtschiffe im Einsatz, die als Passagierschiff gebaut worden waren. Beispiele dafür sind das ehemalige französische Flaggschiff France, später Norway, die Queen Elizabeth 2 oder die Rotterdam. Vereinzelt wurden auch Segelschiffe für diesen Zweck umgebaut, wie etwa die Sea Cloud oder auch neu gebaut, wie die Royal Clipper.

### Situation heute

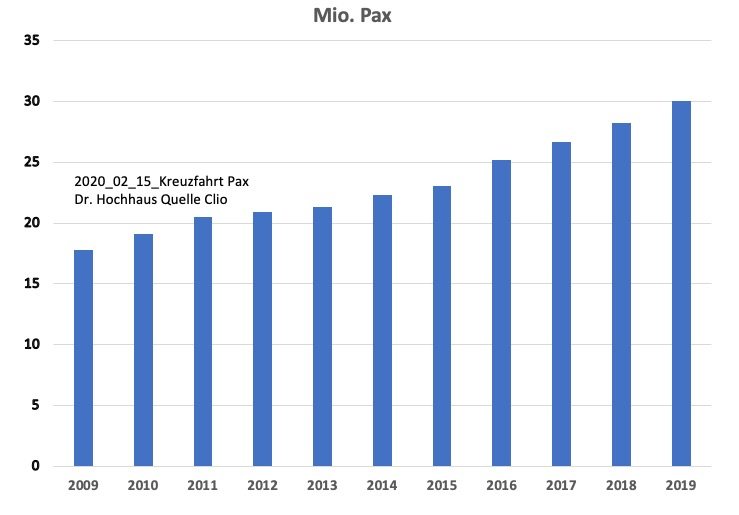
Zwischen 2010 und 2020 ergab sich im Mittel ein Zuwachs von 1,2 Mio. Passagieren pro Jahr

Inzwischen werden große Passagierschiffe meistens nur noch als Kreuzfahrtschiffe oder als Fähren gebaut. Klassische Liner (die Linienschiffe der Handelsmarine) sind nur noch in Marktnischen im Einsatz. Ein Beispiel ist dafür die Queen Mary 2 der britischen Cunard Line, die neben Kreuzfahrten  saisonal Liniendienste zwischen New York und Southampton anbietet.
Die Schiffe der spezialisierten Reedereien ähneln sich untereinander weitgehend und unterscheiden sich vor allem darin, ob sie für das Mittel- oder Hochpreissegment gebaut wurden, was sich in Kabinengröße und -anzahl, Zahl der Speisesäle und Plätze in Casinos und Frequenz der Passagierwechsel an speziellen Terminals niederschlägt. Die meisten Neubauten mit ihren zahlreichen Standardkabinen sind bewusst auf ein mittelständisches Massenpublikum ausgelegt, die wenigen großen Luxussuiten sind eher ein Zuschussgeschäft, jedoch wichtig zur Imagebildung des Schiffes. Die Deutschland war das letzte Kreuzfahrtschiff, das unter deutscher Flagge betrieben wurde. Es wurde nach der Insolvenz der Reederei Peter Deilmann verkauft und 2015 auf die Billigflagge der Bahamas ausgeflaggt.
Bei den neuen Schiffen ist ein Trend zu mehr Größe erkennbar. Zwei Drittel der neuen Schiffe haben Platz für mehr als 2000 Passagiere und gehören somit der Kategorie Megaschiffe an. Den vorläufigen Höhepunkt dieser Entwicklung bildete die Icon of the Seas mit einer Bruttoraumzahl von 250.800 und Platz für 7514 Passagiere, die im Januar 2024 als bisher größtes Kreuzfahrtschiff in Dienst gestellt wurde.
Diese Megaschiffe entwickeln sich immer mehr zum eigentlichen Reiseziel (mit Parkanlagen, Eislaufbahnen, Wasserparks etc.) und stehen Aufenthaltsorten an Land wegen vieler innovativer Einrichtungen und Freizeitmöglichkeiten in nichts nach. Megaschiffe stellen viele der traditionellen Anlaufhäfen und -orte vor schwierige und teure logistische Probleme; so bei der Bereitstellung eines überlangen Piers, bei Bus-, Restaurant- und Einkaufskapazitäten usw. So können etwa auf den beliebten einwöchigen Karibikfahrten von Florida aus anstatt fünf bis acht Häfen nur noch drei große Häfen angelaufen werden. Vor allem der allgemeine Wellness- und Gesundheitstrend spiegelt sich beim Bau neuer Schiffe wider. An Bord werden eine Vielzahl von modernen Behandlungen, Restaurants für Gesundheitsbewusste und kleinere kosmetische Eingriffe angeboten.
Ende des Jahres 2018 gab es weltweit 317 Kreuzfahrtschiffe mit einer Gesamtkapazität von 537.000 Passagieren. Gegenüber dem Jahr 2011 mit ca. 19 Millionen auf Kreuzfahrtschiffen transportieren Passagieren stieg die Anzahl der beförderten Passagiere im Jahr 2018 auf ca. 26 Millionen an. 2019 existierten rund 5000 Passagierschiffe, davon 500 Kreuzfahrtschiffe. Hinzu kommen etwa 800 Flusskreuzfahrtschiffe weltweit.

### COVID-19-Pandemie
Stand Juni 2019 waren 124 Kreuzfahrtschiffe mit einem Ordervolumen von mehr als 69 Mrd. Dollar in Planung. Die COVID-19-Pandemie brachte die Branche in eine schwere Krise. Große Teile der Flotte wurden zeitweise aufgelegt, Neubauten verschoben und ältere Schiffe vermehrt abgewrackt. In den Jahren zuvor noch jährlich kontinuierlich angestiegen, brach die Passagierzahl auf Kreuzfahrten 2020 um 93 Prozent im Vergleich zum Vorjahr ein. 2023 war eine Trendwende bezüglich der beförderten Passagiere auszumachen. Rund 32 Millionen Kreuzfahrtpassagiere stellen einen Rekordwert dar.
Vom Ausbruch der Pandemie bis Juli 2022 wurden 38 Kreuzfahrtschiffe mit einer Vermessung von 1,51 Millionen BRZ überwiegend in Indien, der Türkei und Pakistan verschrottet. Der Altersdurchschnitt verschrotteter Schiffe sank von 43 Jahren zwischen 2017 und 2019 auf 37 zwischen 2020 und 2022. Mit 18 verschrotteten Schiffen wurde 2022 ein Rekordniveau seit 1977 erreicht. Mittlerweile ist eine Trendwende zu spüren, es werden wieder vermehrt Neubauten bestellt. Es wird geschätzt, dass 2024 das Niveau von 2019 erreicht wird. 

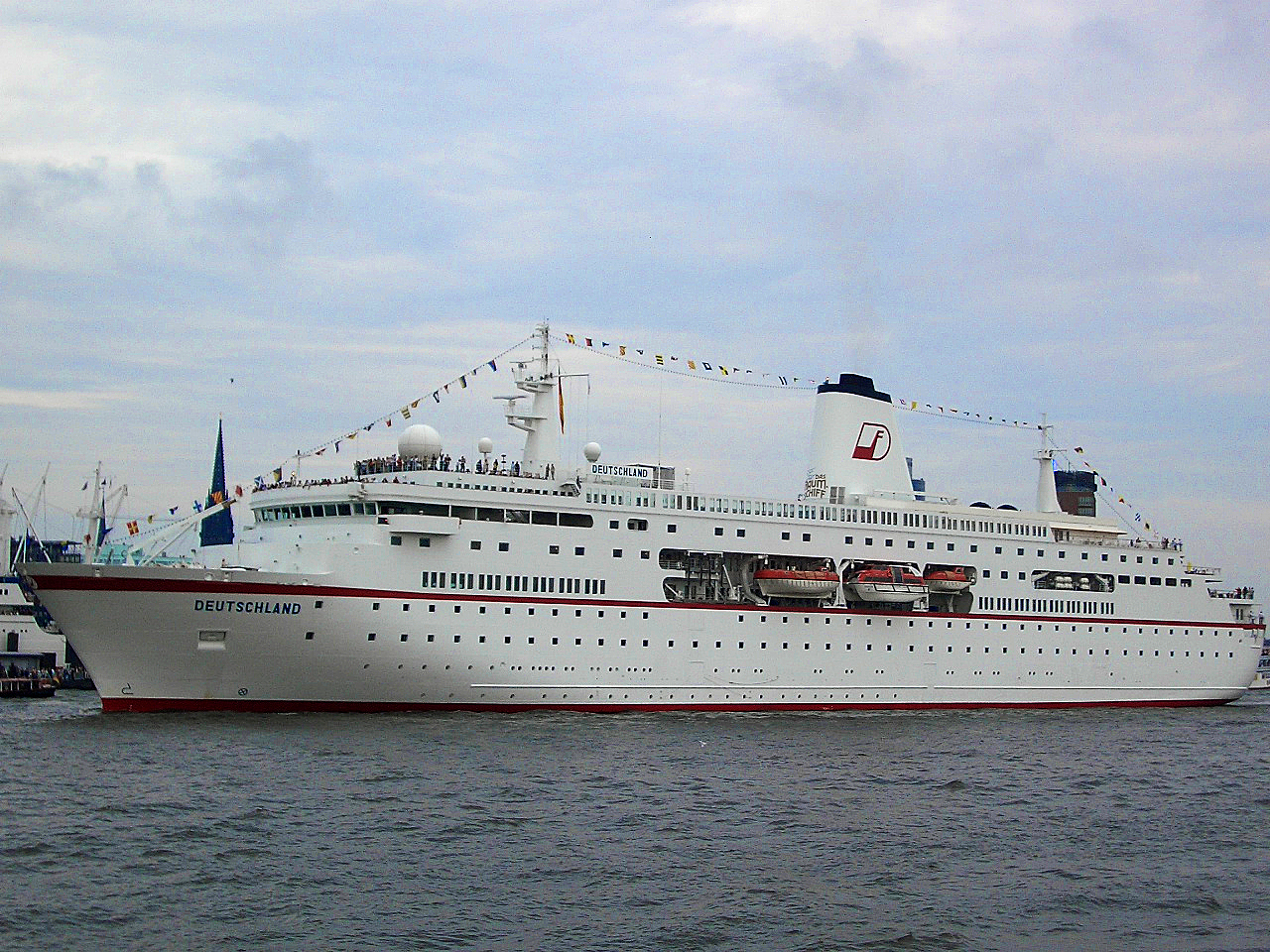
Letztes deutsches Hochseekreuzfahrtschiff Deutschland, 2015 auf die Billigflagge der Bahamas ausgeflaggt
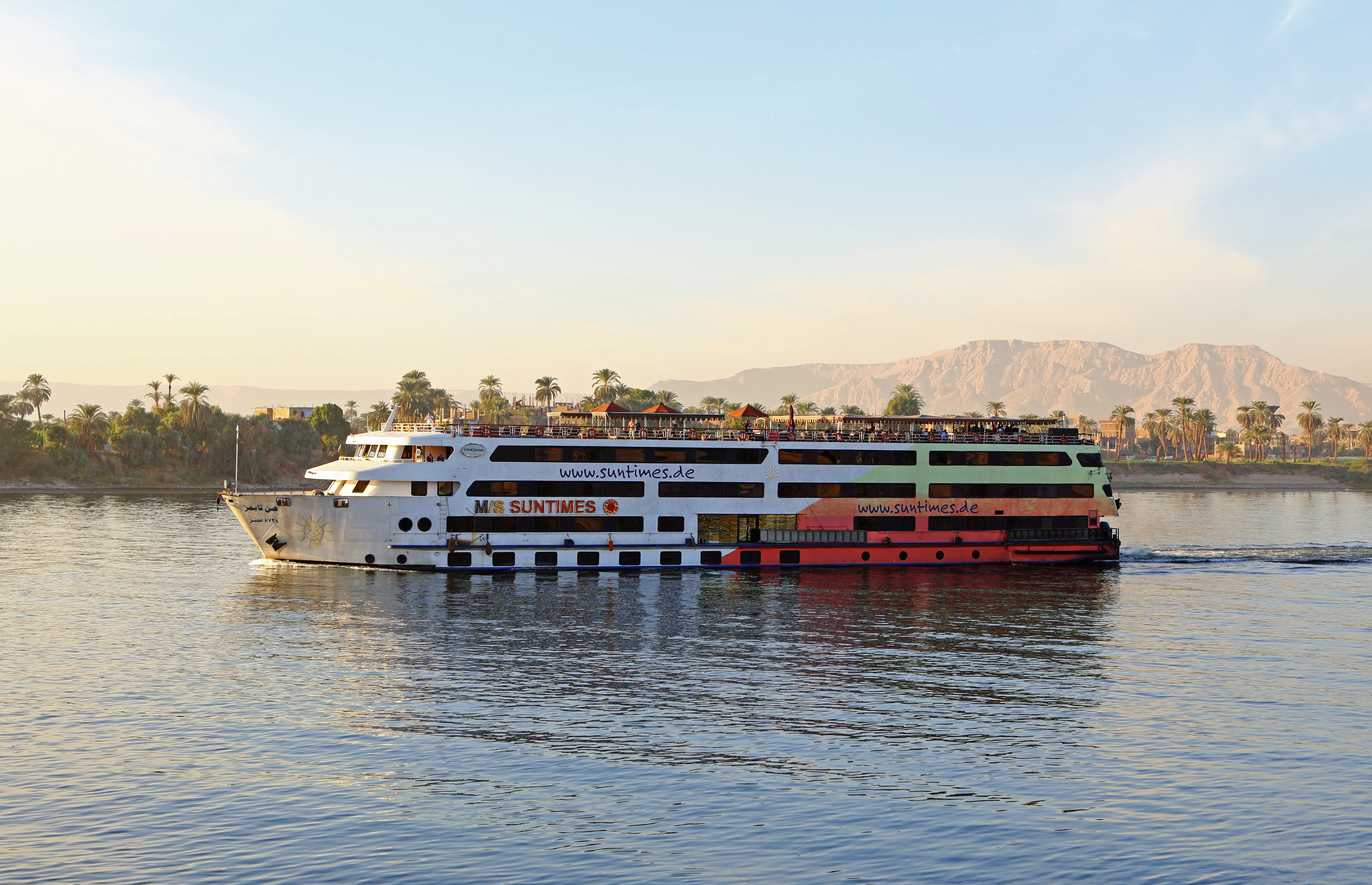
Flusskreuzfahrtschiff MS Suntimes auf dem Nil in Ägypten
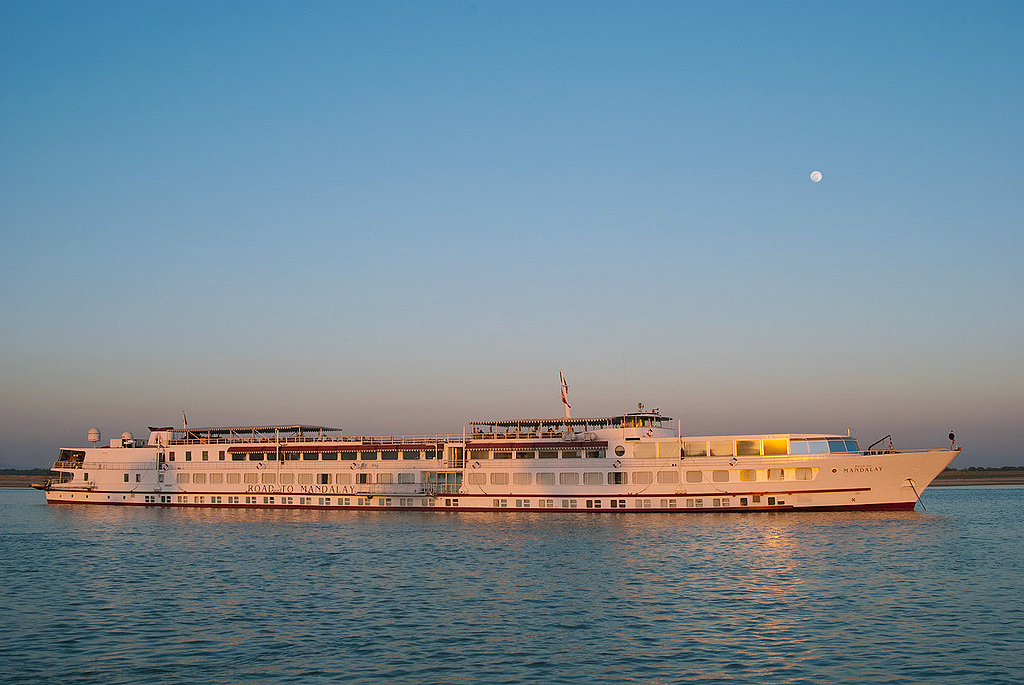
Road to Mandalay auf dem Irrawaddy in Myanmar
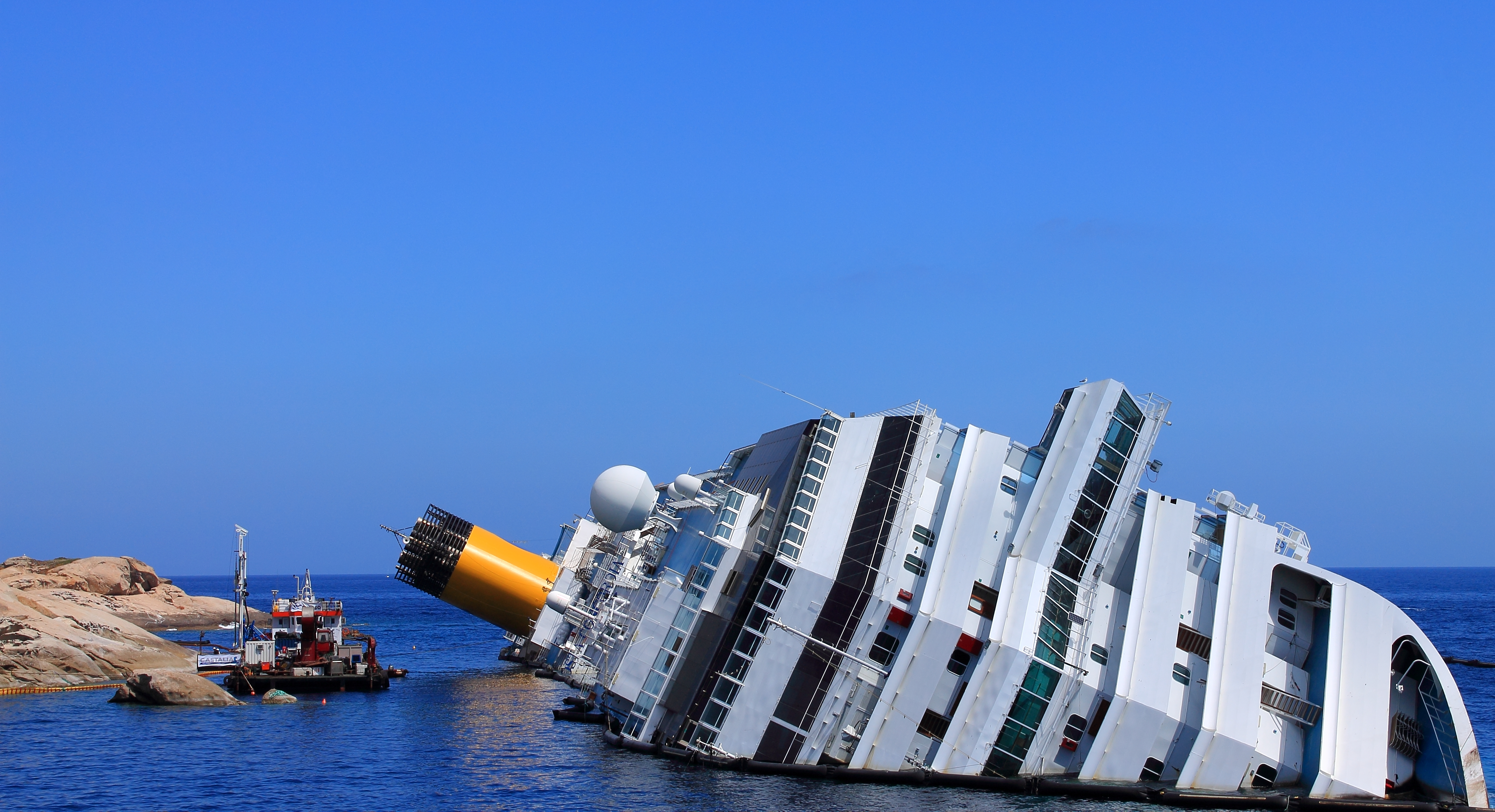
Die bei Giglio halb gesunkene Costa Concordia (Juli 2012)

## Personal an Bord
Auf Kreuzfahrtschiffen gibt es verschiedene Kategorien von Besatzung. Darunter fallen Offiziere, Mannschaft und Personal, bei größeren Schiffen gibt es auch noch Zwischenstufen. Offiziere sind Angestellte mit besonderer Verantwortung und Entscheidungsbefugnis, die in den Bereichen Nautik, Technik oder Hotel arbeiten. Sie haben Einsatzzeiten von 3 bis 6 Monaten und werden gut bis sehr gut bezahlt. Der größte Teil der Besatzung ist die Mannschaft, die ebenso in den drei Bereichen arbeitet. Zum Personal zählen alle Mitarbeiter, die entweder über externe Unternehmen (Konzessionäre) oder in Geschäften, Schönheits-/Haarsalons und Kasinos an Bord arbeiten. Das zahlenmäßige Verhältnis von Personal zu Gästen beträgt etwa 1 zu 3, auf Luxusschiffen oft sogar 1 zu 1,5. Auf den größten Kreuzfahrtschiffen arbeiten über 2000 Menschen. Das Service-Personal wird Steward oder Stewardess genannt. Das Verhalten von Mitarbeitern mit direktem Kundenkontakt ist wie in jedem Unternehmen von besonderer Bedeutung.
Kreuzfahrtschiffe sind in der Regel personell straff organisiert und fahren meist unter der Flagge eines internationalen Zweitregisters bzw. sogenannten Gefälligkeitslandes wie Panama, den Bahamas oder Liberia. Diese Länder haben schwächere Arbeitsschutzgesetze, sodass besonders die Mannschaft über externe Unternehmen im Hotelbereich entsprechend wenig Rechte an Bord hat. Crewmitglieder haben befristete Arbeitsverträge mit einer Vertragsdauer von bis zu zwölf Monaten. Die Schichten dauern häufig bis zu 12 Stunden pro Tag oder mehr bei sieben Tagen pro Woche. Die Freizeitmöglichkeiten an Bord sind für die Crewmitglieder meist auf den Personalraum beschränkt. Lediglich höhere Angestellte, zum Beispiel Offiziere, dürfen Teile der öffentlichen Passagierbereiche nutzen.
Folgende Flaggen werden (Okt. 2018) von der Internationale Transportarbeiter-Föderation ITF als Billigflaggen geführt:
- Antigua und Barbuda
- Äquatorialguinea
- Bahamas
- Barbados
- Belize
- Bermuda
- Bolivien (Binnenstaat)
- Deutschland (Internat. Zweitregister)
- Färöer
- Frankreich (Internat. Zweitregister)
- Georgien
- Gibraltar
- Honduras
- Jamaika
- Kaimaninseln
- Kambodscha
- Komoren
- Libanon
- Liberia
- Madeira
- Malta
- Marshallinseln
- Mauritius
- Moldau (Binnenstaat)
- Mongolei (Binnenstaat)
- Myanmar
- Niederländische Antillen
- Nordkorea
- Panama (zurzeit die zweitgrößte Handelsflotte)
- St. Vincent und die Grenadinen
- São Tomé und Príncipe
- Sri Lanka
- Tonga
- Vanuatu
- Zypern

## Technik
Die allermeisten Kreuzfahrtschiffe haben einen dieselelektrischen Antrieb und verfügen über Stabilisierungsflossen, um Rollbewegungen zu dämpfen.

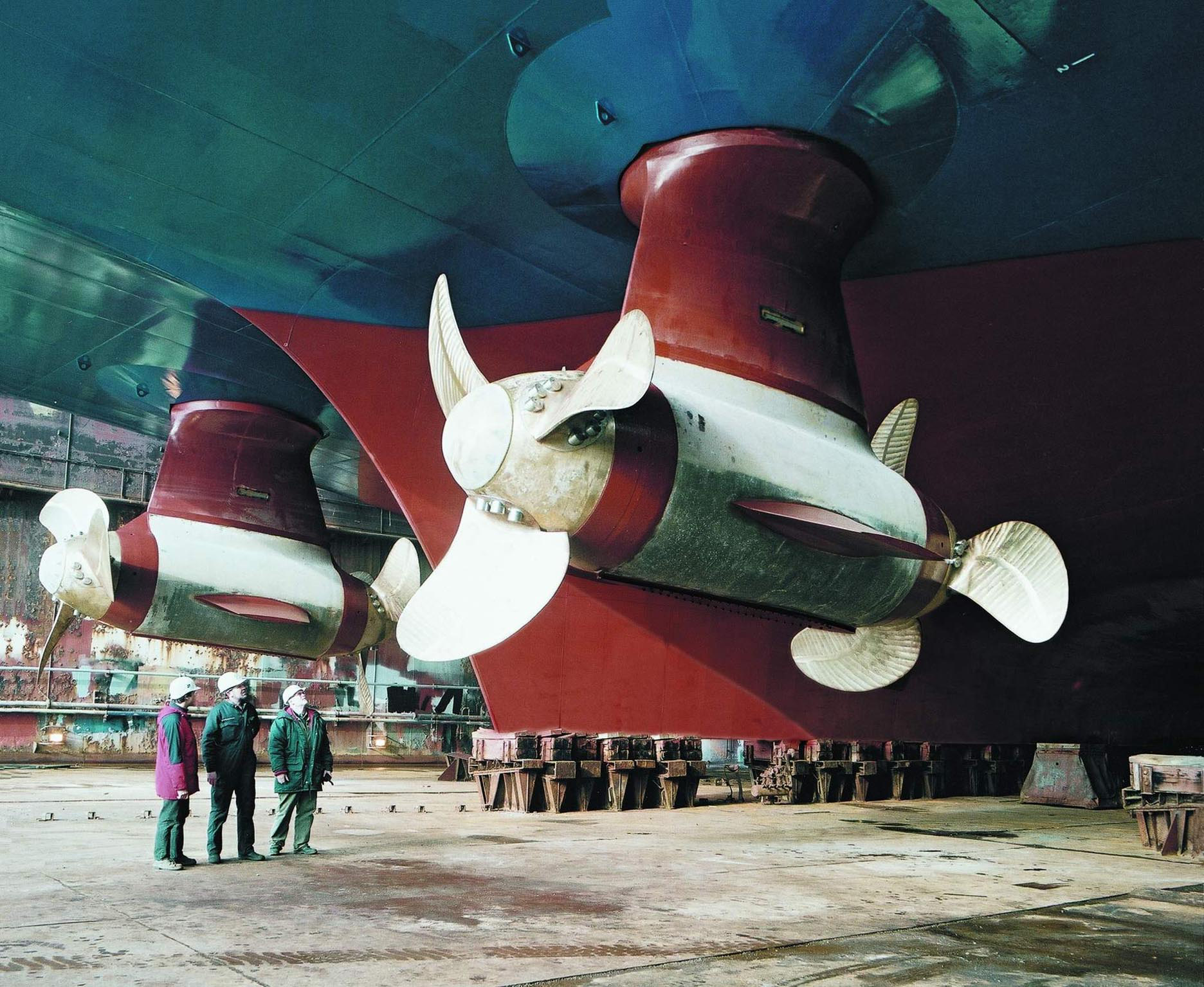
Zwei sogenannte Pods, hier Siemens-Schottel-Propulsoren

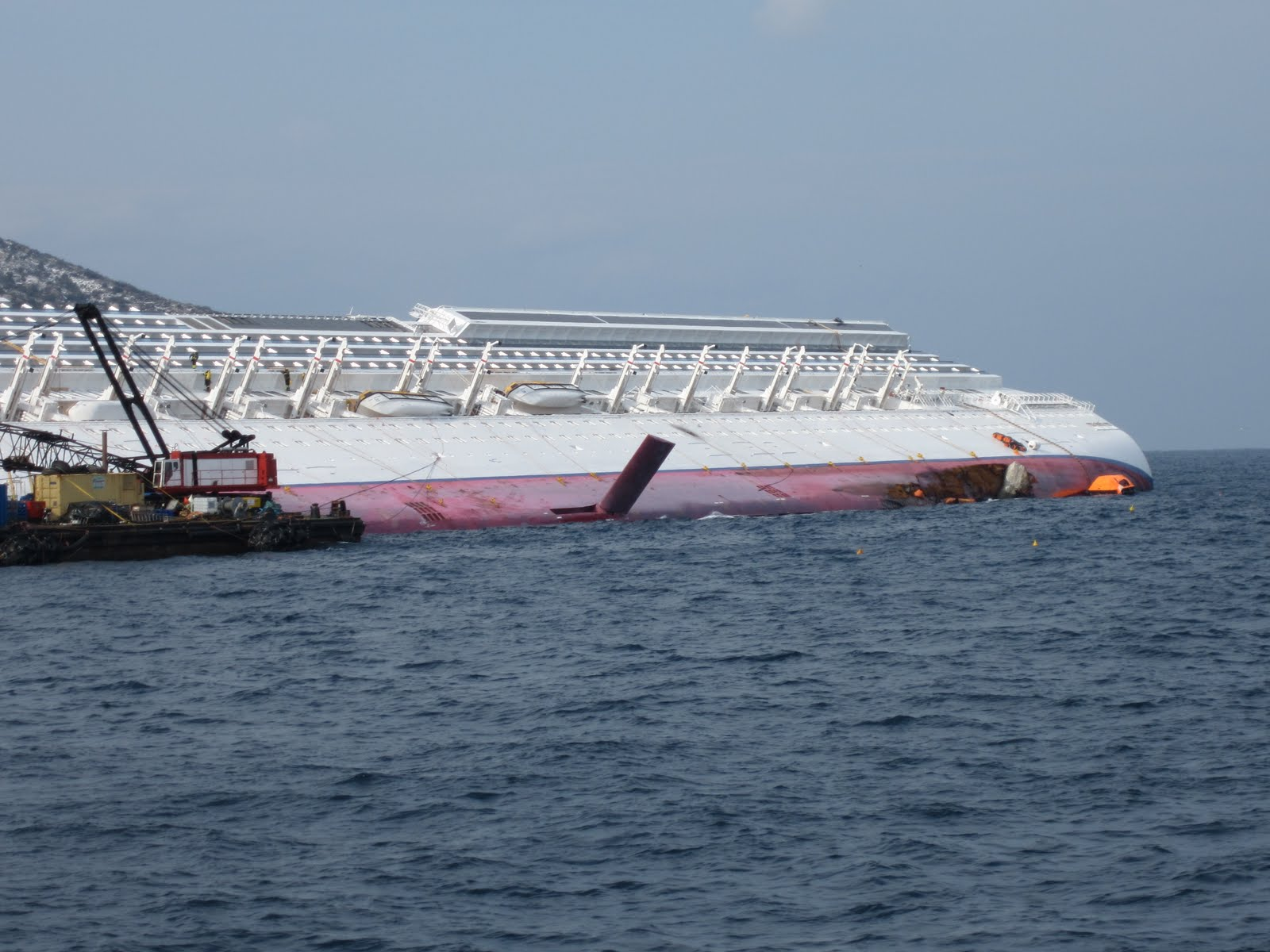
Stabilisatorflosse der Costa Concordia

### Schiffsnetzwerke
Vor allem auf großen Kreuzfahrtschiffen ist moderne Technik wichtig. Mit der Entwicklung der digitalen Technologien und des Internets wuchsen auch die Anforderungen an Kreuzfahrtschiffe hinsichtlich der Netzwerkausstattung. Das betrifft nicht nur den Komfort der Passagiere (Internetzugang etc.), sondern auch die Antriebs- und Überwachungstechnik und die Kommunikation der Crew mit der restlichen Welt. Aus diesem Grund sind moderne Kreuzfahrtschiffe mit leistungsfähigen und ausfallsicheren Computernetzwerken ausgestattet. Da oft sehr raue Einsatzbedingungen für die Verkabelung auf Schiffen bestehen (Vibration und Hitze in den Maschinenräumen etc.), kommen oft die gleichen Produkte zum Einsatz wie im Bereich der industriellen Datenverkabelung (Industrial Ethernet).

### Emissionen
Schiffsdieselmotoren werden überwiegend mit Schweröl betrieben, das ein Abfallprodukt aus der Erdölraffinerie ist und lange Zeit einen hohen Schwefelgehalt hatte. Die daraus entstehenden Umweltauswirkungen wurden und werden kontrovers diskutiert. Moderne Kreuzfahrtschiffe werden teilweise statt mit Schweröl mit Flüssigerdgas (LNG) angetrieben. Nach einer Studie des NABU fuhren 2019 von 76 untersuchten Kreuzfahrtschiffen, mit Ausnahme der AIDAnova, alle mit Schweröl. Einzig die damals in Bau befindliche Costa Smeralda, die wie die AIDANova der Helios-Klasse angehört, wird ebenfalls mit Flüssigerdgas betrieben. 2023 fahren einige weitere Schiffe mit LNG. Heutzutage sind Neubauten in der Regel darauf ausgelegt, mit anderen Kraftstoffen als Schweröl betrieben zu werden. Große Kreuzfahrtschiffe verbrauchen 150 Tonnen Treibstoff pro Tag.
Am weltweiten Ausstoß des Treibhausgases CO2 hat der gesamte Schiffsverkehr wie auch die Luftfahrt einen Anteil von rund drei Prozent. Pro Passagier berechnet emittiert ein Schiff weniger Kohlenstoffdioxid als ein Auto. Allerdings liegt die Konzentration von Kohlenstoffdioxid, Stickoxiden und Feinstaub an Bord von Kreuzfahrtschiffen und in den Häfen weit über den Grenzwerten, die für den Straßenverkehr gelten. So trug das ZDF-Magazin Wiso vor, Messungen auf der AIDAsol hätten ergeben, dass in der Spitze 475.000 ultrafeine Partikel je Kubikzentimeter Umgebungsluft gemessen wurden, und damit eine Konzentration, welche die Spitzenwerte von etwa 30.000 Partikeln je cm³ im deutschen Straßenverkehr, die ebenfalls über den gesetzlich festgelegten Grenzwerten liegen, um ein Vielfaches übersteigen. Bei einer halbstündigen Messung des ARD-Magazins Plusminus auf der AIDAprima seien im Durchschnitt 68.000 Partikel je Kubikzentimeter registriert worden, in er Spitze eine Konzentration von 500.000 Partikeln. AIDA Cruises wies die Kritiken zurück. Die Messungen entbehrten jeder wissenschaftlichen Grundlage und stellten kein anerkanntes Prüfverfahren dar.
Auch während der Liegezeiten im Hafen versorgen sich die Schiffe weiter selbst mit Energie durch die Schiffsdieselmotoren, wodurch Schwefeldioxid, Kohlenstoffdioxid, Stickoxide, Ruß und Feinstaub entstehen. Dies ist auch für innerstädtische Häfen mit benachbarten Büros und Wohnungen umweltrelevant. Daher werden in einzelnen Häfen Landstromanschlüsse errichtet, über die die Schiffe daraus ihre elektrische Energie beziehen und die Motoren abschalten können. Da es bei den verschiedenen Schiffstypen noch keine einheitlichen Anschlüsse und Standards für Stromstärke und -spannung zur Versorgung mit Landstrom gibt, konnte in Europa hierfür bisher noch keine einheitliche Lösung gefunden werden.
Bei der Belastung durch Schwefeldioxid konnten weltweit Fortschritte erzielt werden. Für Schweröl galt ab 2010 ein Grenzwert von 3,5 % Schwefelanteil, in schwefelkontrollierten Zonen von 1 %. Seit dem 1. Januar 2020 dürfen Schiffe weltweit nur noch mit schwefelarmem Treibstoff fahren. Dieser Schiffstreibstoff darf nur noch 0,5 Prozent Schwefel enthalten. Auf der Nord- und Ostsee, in den deutschen Häfen und vielen Küstenbereichen gilt schon länger ein Grenzwert von 0,1 Prozent.

### Maßnahmen zur Reduzierung von Emissionen
Werften und Reedereien setzen laut eigenen Aussagen vermehrt auf Technologien und Brennstoffe, um Emissionen von Kreuzfahrtschiffe zu reduzieren. Zu den wichtigsten neueren Techniken gehören:
Flüssigerdgas (LNG)
Einige neue Kreuzfahrtschiffe werden mit LNG-Antrieb gebaut. LNG soll sauberer als herkömmliches Schweröl verbrennen und die Emissionen von Schwefeloxiden (SOx), Stickoxiden (NOx) und Feinstaub reduzieren, doch bereits bei der Gewinnung von Erdgas entweicht viel Methan. Zudem wird auch LNG als Kraftstoff an sich kritisch gesehen.
Abgasreinigungssysteme (Scrubber)
Sogenannte "Scrubber" sollen Schadstoffe wie Schwefeloxide und Feinstaub aus den Abgasen entfernen, sodass Schiffe weiterhin Schweröl nutzen können und trotzdem die Emissionsgrenzwerte einhalten. Es gibt verschiedene Arten von Scrubbern (z. B. Open-Loop, Closed-Loop, Hybrid), die unterschiedliche Funktionsweisen und Umweltauswirkungen haben. Die Einleitung des Waschwassers von Open-Loop-Scrubbern in die Meere ist beispielsweise umstritten, da es Schadstoffe enthalten kann.
Landstrom (Onshore Power Supply - OPS)
Immer mehr Häfen bieten Landstromanschlüsse an, die es Kreuzfahrtschiffen ermöglichen, ihre Dieselgeneratoren während des Aufenthalts im Hafen abzuschalten und stattdessen Strom aus dem lokalen Netz zu beziehen. Dies reduziert die Luft- und Lärmbelästigung in Hafennähe erheblich. Die Verfügbarkeit von Landstrominfrastruktur ist jedoch noch nicht flächendeckend, zudem kann diese Art der Energienutzung zu einer Verlagerung der Emissionen hin zur Stromproduktion führen.
Alternative Kraftstoffe
Derzeit wird an alternativen, kohlenstoffärmeren oder kohlenstoffneutralen Kraftstoffen geforscht:
- Biokraftstoffe: Können aus nachwachsenden Rohstoffen gewonnen werden und in bestehenden Motoren verwendet werden, die Verfügbarkeit ist jedoch begrenzt.
- Methanol: Insbesondere "grünes" Methanol (aus erneuerbaren Energien) habe Potenzial als sauberer Schiffstreibstoff, ist jedoch zum jetzigen Zeitpunkt nicht im Praxiseinsatz verfügbar.[33]
- Wasserstoff und Brennstoffzellen: Könnten emissionsfreie Energie für den Schiffsbetrieb liefern, erfordern aber noch erhebliche technologische Entwicklung und Infrastruktur.[36]

Selective Catalytic Reduction (SCR)
Die SCR-Technologie reduziert Stickoxidemissionen (NOx) in den Abgasen von Schiffsdieselmotoren durch einen katalytischen Prozess mithilfe einer Harnstofflösung. Die Technik wurde zuerst Anfang der 2000er-Jahre in LKWs eingesetzt und später auch in Diesel-Kfz.
Weitere Energieeffizienzmaßnahmen
Neben der Umstellung auf sauberere Energiequellen sollen auch verschiedene Technologien und Designoptimierungen eingesetzt werden, um den Energieverbrauch der Schiffe zu senken:
- Rumpfoptimierung: Spezielle Rumpfformen und Beschichtungen des Rumpfs reduzieren den Wasserwiderstand.
- Propellerdesign: Effizientere Propeller und optimierte Antriebssysteme sparen Treibstoff.
- Wärmerückgewinnungssysteme: Nutzen Abwärme zur Energieerzeugung oder für andere Zwecke an Bord.
- Intelligente Energiemanagementsysteme: Optimieren den Energieverbrauch für Beleuchtung, Klimaanlage und andere Bordsysteme.

Die Kombination dieser Technologien und der Übergang zu saubereren Brennstoffen wären entscheidend, um die Umweltauswirkungen von Kreuzfahrtschiffen signifikant zu minimieren und die Luftqualität in Küstenregionen und Häfen zu verbessern. Die Einführung strengerer internationaler und regionaler Vorschriften, wie z. B. in Emissionskontrollgebieten (ECAs), wären notwendig, um die Emissionen weiter zu senken.

## Kritik
Im Juli 2017 thematisierte der NABU, dass sich die Betreiber von Kreuzfahrtschiffen sträubten, auf sauberere Treibstoffe oder effiziente Abgasreinigungsverfahren umzusteigen. Die Cruise Lines International Association kritisierte die Aussagen des NABU als „undifferenzierte Betrachtung“, die zu „Fehlschlüssen und Missverständnissen“ führten, sowie nicht standardisierte Untersuchungen. Der britische TV-Sender Channel 4 berichtete, dass es an Deck der Schiffe zu Schadstoffkonzentrationen aus Abgas wie in stark belasteten asiatischen Großstädten käme. Norwegen hat 2020 begonnen, die bereits vorhandenen Grenzwerte für den Schadstoffausstoß von Schiffen sukzessive zu verschärfen und plant, ab 2026 mit Schweröl betriebenen Schiffen die Einfahrt in die Fjorde zu verbieten. Bereits untersagt ist das Verbrennen von Abfall und das Ablassen von Abwasser in den Fjorden.
2019 wurde eine Studie von Transport and Environment veröffentlicht, wonach allein die Kreuzfahrtschiffe von Carnival im Jahr 2017 fast zehnmal so viel Schwefeloxide entlang Europas Küsten ausgestoßen haben sollen wie alle Personenkraftwagen (über 260 Millionen) in Europa zusammen.

## Werften
Derzeit existieren zwei Werftgruppen, die große Kreuzfahrtschiffe bauen:
- Die Fincantieri – Cantieri Navali Italiani S.p.A. mit Sitz in Triest ist das größte europäische Schiffbauunternehmen und baut Kreuzfahrtschiffe in seinen Werftbetrieben in Monfalcone, Marghera (Venedig) und Sestri Ponente (Genua). 2018 übernahm die italienische Gruppe Fincantieri 50 % der Anteile an STX France. Das Unternehmen wurde daraufhin in Chantiers de l’Atlantique umbenannt. Die Werft befindet sich in Saint-Nazaire, Frankreich, an der Mündung der Loire in den Atlantik.
- Die Meyer-Werft in Papenburg ist ein deutsches Schiffbauunternehmen, das vor allem durch seine große Werft in Papenburg (Landkreis Emsland) bekannt wurde. Seit April 2015 ist die Meyer-Werft Alleineigentümerin der Werft Meyer Turku. Sie besitzt die Neptun Werft in Rostock, wo Flusskreuzfahrtschiffe und Maschinenraummodule entstehen.